# 張齡心
張齡心（1981年3月28日—），中國大陆女演員。

## 影視作品
- 1998年《離婚》、《永不瞑目》
- 1999年《難舍真情》
- 2000年《都市麗人行》、《摩登愛情》、《邊城落日》
- 2001年《中關村》、《洋洋三嫁》
- 2002年《流星.蝴蝶.劍》、《金鎖記》
- 2003年《平民律師》
- 2004年《幸福胡同》、《天下第一媒》
- 2005年《男人養家》
- 2006年《水墨青春》、《秋海棠》、《張禮紅的現代生活》
- 2007年《A計劃》
- 2008年《派出所的故事》、《都叫我三妹》
- 2009年《勇者無敵》
- 2012年《五号特工组2之偷天换月》
- 2014年《父母爱情》 飾  江亚菲（成年）
- 2015年《瑯琊榜》 飾  夏冬
- 2017年《我的前半生》 飾  罗子群
- 2017年《瑯琊榜之風起長林》 飾  戚夫人
- 2018年《骨语》 (網絡劇) 饰 夏萤
- 2018年《爱情进化论》  饰  Sunnie
- 2019年《精英律师》 饰  肖凱麗(客串)
- 2020年《上古密约》饰  凌君(客串)
- 2020年《什刹海》饰 孙凤
- 2022年《開端》 (網絡劇) 饰 莫医生
- 2022年《骨语2》 (網絡劇) 饰 夏萤
- 2022年《庭外·盲区》 (網絡劇)饰 吴涵
- 2023年《回响》 (網絡劇)饰 朱玉芳
- 2023年《梦中的那片海》饰 肖艳秋
- 2023年《她的城》饰 杜阳
- 2023年《问心》饰 韓笑
- 2023年《无所畏惧》 饰  肖媛(客串)
- 2023年《小满生活》饰  侯元元
- 2024年《如果奔跑是我的人生》饰 柴導師(客串)
- 2024年《欢乐家长群》饰 沈月(客串)
- 2024年《老家伙》饰 杜玲玲
- 2024年《故乡的泥土》饰 王軍花
- 2024年《蔷薇风暴》饰 陈艳
- 2025年《悬镜》（網絡劇）饰 陈楠
- 待播《信条》（網絡劇）
- 待播《弦歌》
- 待播《焰火明城》